# Place Cécile-Brunschvicg
La place Cécile-Brunschvicg est une voie du 18e arrondissement de Paris, en France.

## Situation et accès
La place Cécile-Brunschvicg est une voie publique située dans le 18e arrondissement de Paris. Elle débute au 14, rue du Simplon et se termine au 34, rue Boinod.

## Origine du nom
Elle porte le nom de Cécile Brunschvicg (1877-1946), femme politique et féministe française.

## Historique
La place est créée sous le nom provisoire de « voie CF/18 » et prend sa dénomination actuelle le 22 février 2008.